# Clatrina
La clatrina és una proteïna formada per sis cadenes, tres de pesades i tres més de lleugeres, que s'uneixen entre elles (mitjançant les cadenes pesades)formant una estructura tridimensional anomenada trisquelió. A la imatge inferior es poden veure en gris, les cadenes pesades i de color vermell, les lleugeres. Aquesta proteïna és imprescindible perquè la membrana plasmàtica de la cèl·lula es pugui invaginar i formar vesícules en el procés d'endocitosi.

## Estructura
- Estructura del revestiment de clatrina

El trisquelió de clatrina està compost de tres cadenes pesants i tres cadenes lleugeres que interaccionen als seus extrems C-terminal. Les tres cadenes pesants confereixen l'eix estructural de l'entramat de clatrina i les tres cadenes lleugeres es creu que regulen la formació i el desmuntatge de l'entramat de clatrina. La cadena pesant de clatrina està conceptualment descompost en múltiples subdominis, començant amb el domini N-terminal, seguit del canell, l'avantbraç, el colze, el braç i els dominis de trimerització. El domini N-terminal consisteix en una estructura β-hèlix de set fulles. Els altres dominis formen una superhèlix d'alfa hèlix curtes. Això va ser originalment determinat a partir de l'estructura del braç el qual va identificar i és compost per un mòdul estructural derivat dels motius repetits de cadena pesant de clatrina. Les cadenes lleugeres estan lligades principalment a la porció de braç de la cadena pesant mitjançant alguna interacció a prop del domini de trimerització. Quan els trisquelions s'uneixen en solució, poden interaccionar amb prou flexibilitat com per formar anells de 6 cares que produeixin un entramat pla, o anells de 5 cares que són necessàriament per formacions d'entramat corbat. Quan molts trisquelions es connecten, poden formar una estructura semblant a la d'un cistell.

## Funció
La clatrina facilita la formació de petites vesícules en el citoplasma. Les vesícules amb revestiment de clatrina classifiquen selectivament una càrrega a la membrana cel·lular, la xarxa trans-Golgi i els compartiments endosomals per a múltiples vies de trànsit de membrana. Després que una vesícula brota cap al citoplasma, el revestiment es desmunta ràpidament i permet a la clatrina reciclar-se mentre la vesícula és transportada cap a diversos indrets. Les molècules adaptadores són responsables de l'automuntatge i de l'agrupació. Dos exemples de proteïnes adaptadores són AP180 i l'epsina. AP180 es fa servir en la formació de vesícules sinàptiques. Agrupa clatrina cap a les membranes i també promou la seva polimerització. L'epsina també agrupa la clatrina cap a les membranes i promou la seva polimerització, i pot ajudar a deformar la membrana i, per tant, les vesícules de revestiment de clatrina poden brotar. A la cèl·lula, un trisquelió del citoplasma s'uneix a una proteïna adaptadora lligant un dels seus peus a la membrana de cop. L'esquelió s'uneix a altres subjectades a la membrana per formar una entramat polièdric, que estirarà la membrana fins a treure brot. L'esquelió no es lliga directament a la membrana, sinó que es lliga a les proteïnes adaptadores que reconèixen les molècules de la superfície de membrana.
La clatrina té una altra funció a part del revestiment d'orgànuls. A les cèl·lules que no es divideixen, la formació de vesícules amb revestiment de clatrina succeeix continuadament. La formació de vesícules de revestiment de clatrina és aturada a les cèl·lules en mitosi. Durant la mitosi, la clatrina s'uneix al fus mitòtic. La clatrina ajuda en l'apropament dels cromosomes mitjançant l'estabilització de les fibres del fus mitòtic. La clatrina és lligada directament a través del domini amino-terminal de les cadenes pesants de clatrina. Durant la mitosi, la clatrina es lliga directament als microtúbuls o a les proteïnes associades als microtúbuls. L'estabilització de les fibres del cinetocor requereix l'estructura trimètrica de clatrina per tal d'enfortir les fibres del fus.